# Planay, Côte-d'Or
Planay är en kommun i departementet Côte-d'Or i regionen Bourgogne-Franche-Comté i östra Frankrike. Kommunen ligger i kantonen Laignes som tillhör arrondissementet Montbard. År 2022 hade Planay 62 invånare.

## Befolkningsutveckling
Antalet invånare i kommunen Planay
Referens:INSEE